# Кубок мира по биатлону 1993/1994
Кубок мира по биатлону сезона 1993—1994 годов — серия международных соревнований по биатлону, состоявшая из 6 этапов. Результаты выступления на Зимних Олимпийских играх 1994 года, которые проходили в норвежском Лиллехаммере с 12 февраля по 27 февраля 1994 года, также были учтены в общем зачёте Кубка мира.

## Места проведения
- Бад-Гаштайн — с 9 по 12 декабря 1993
- Поклюка — с 16 по 19 декабря 1993
- Рупольдинг — с 13 по 16 января 1994
- Антхольц-Антерсельва — с 20 по 23 января 1994
- Лиллехаммер — с 18 по 26 февраля 1994 (Зимние Олимпийские игры 1994)
- Хинтон — с 10 по 13 марта 1994
- Кэнмор — с 17 по 20 марта 1994. В рамках этого этапа прошел 29-й Чемпионат мира по биатлону, состоящий из единственного вида гонок — командной, так как остальные дисциплины вошли в программу Зимних Олимпийских игр в Лиллехаммере.

## Женщины
Обладателем Большого Хрустального глобуса стала белорусская спортсменка Светлана Парамыгина, которая опередила в общем зачете итальянку Натали Сантер.

### Этапы кубка
| Этап    | Место проведения | Гонка                         | 1 место             | 2 место                 | 3 место                    |
| 1       | Бад-Гаштайн      | Индивидуальная гонка на 15 км | Натали Сантер       | Надежда Белова          | Симона Грайнер-Петтер-Мемм |
| 1       | Бад-Гаштайн      | Спринт 7,5 км                 | Натали Сантер       | Хильдегунд Миккелшпласс | Гунн Андреассен            |
| 2       | Поклюка          | Индивидуальная гонка на 15 км | Анн Бриан           | Наталья Снытина         | Натали Сантер              |
| 2       | Поклюка          | Спринт 7,5 км                 | Анн Кристиансен     | Анне Эльвебакк-Линн     | Натали Сантер              |
| 3       | Рупольдинг       | Индивидуальная гонка на 15 км | Эммануэль Кларе     | Светлана Парамыгина     | Коринн Ниогре              |
| 3       | Рупольдинг       | Спринт 7,5 км                 | Светлана Парамыгина | Натали Сантер           | Надежда Таланова           |
| 4       | Антольц          | Индивидуальная гонка на 15 км | Анн Бриан           | Любовь Белякова         | Уши Дизль                  |
| 4       | Антольц          | Спринт 7,5 км                 | Светлана Парамыгина | Антье Харви             | Симушина Ольга             |
| ОИ-1994 | Лиллехаммер      | Индивидуальная гонка на 15 км | Мириам Бедар        | Анн Бриан               | Уши Дизль                  |
| ОИ-1994 | Лиллехаммер      | Спринт 7,5 км                 | Мириам Бедар        | Светлана Парамыгина     | Валентина Цербе-Несена     |
| 5       | Хинтон           | Индивидуальная гонка на 15 км | Светлана Парамыгина | Вероник Клодель         | Анн Бриан                  |
| 5       | Хинтон           | Спринт 7,5 км                 | Светлана Парамыгина | Вероник Клодель         | Уши Дизль                  |
| 6       | Кэнмор           | Индивидуальная гонка на 15 км | Уши Дизль           | Мириам Бедар            | Натали Сантер              |
| 6       | Кэнмор           | Спринт 7,5 км                 | Надежда Таланова    | Светлана Парамыгина     | Натали Сантер              |

## Мужчины
Победителем Общего зачета Кубка мира стал французский спортсмен Патрис Байи-Сален.

### Этапы кубка
| Этап    | Место проведения | Гонка                         | 1 место             | 2 место              | 3 место           |
| 1       | Бад-Гаштайн      | Индивидуальная гонка на 15 км | Сергей Тарасов      | Рикко Гросс          | Томаш Сикора      |
| 1       | Бад-Гаштайн      | Спринт 7,5 км                 | Патрис Байи-Сален   | Веса Хиеталахти      | Валерий Кириенко  |
| 2       | Поклюка          | Индивидуальная гонка на 15 км | Патрис Байи-Сален   | Сергей Чепиков       | Валерий Кириенко  |
| 2       | Поклюка          | Спринт 7,5 км                 | Виктор Майгуров     | Свен Фишер           | Александр Попов   |
| 3       | Рупольдинг       | Индивидуальная гонка на 15 км | Патрис Байи-Сален   | Виктор Майгуров      | Андреас Цингерле  |
| 3       | Рупольдинг       | Спринт 7,5 км                 | Патрик Фавр         | Петр Гарабик         | Олег Рыженков     |
| 4       | Антольц          | Индивидуальная гонка на 15 км | Свен Фишер          | Патрик Фавр          | Франк Лук         |
| 4       | Антольц          | Спринт 7,5 км                 | Франк Лук           | Пьеральберто Каррара | Сергей Тарасов    |
| ОИ-1994 | Лиллехаммер      | Индивидуальная гонка на 15 км | Сергей Тарасов      | Франк Лук            | Свен Фишер        |
| ОИ-1994 | Лиллехаммер      | Спринт 7,5 км                 | Сергей Чепиков      | Рикко Гросс          | Сергей Тарасов    |
| 5       | Хинтон           | Индивидуальная гонка на 15 км | Вильфрид Палльхубер | Валерий Кириенко     | Франк Лук         |
| 5       | Хинтон           | Спринт 7,5 км                 | Свен Фишер          | Владимир Драчев      | Франк Лук         |
| 6       | Кэнмор           | Индивидуальная гонка на 15 км | Хуберт Лейтгеб      | Вадим Сашурин        | Йон Оге Тюллум    |
| 6       | Кэнмор           | Спринт 7,5 км                 | Сильвестр Глимсдаль | Виктор Майгуров      | Патрис Байи-Сален |